# Claude-Marc-Antoine d'Apchon de Corgenon
Claude Marc Antoine d'Apchon de Corgelon, né le 5 juin 1721 à Montbrison, et mort le 21 mai 1783, à Auch ou Paris, est un prélat catholique français du XVIIIe siècle. Il est évêque de Dijon de 1755 à 1776 puis archevêque d'Auch de 1776 à sa mort.

## Biographie
Claude Marc Antoine d'Apchon de Corgelon naît en 1721, à Montbrison, en Forez. Après avoir pris le parti des armes en tant que capitaine de dragons, il est ordonné prêtre en 1747.
Il est nommé évêque de Dijon le 24 septembre 1755 et est consacré le 19 octobre 1755. 
Il quitte le siège épiscopal de Dijon, le 12 avril 1776, pour devenir archevêque d'Auch, du 20 mai 1776 à sa mort, le 21 mai 1783.

### Sources et bibliographie
- Éloge de Messire Claude-Marc-Antoine d'Apchon, archevêque d'Auch, prélat de la Novempopulanie et des deux Navarres, 1784 (lire en ligne).